# Kostel svaté Kateřiny (Kněžice)
Kostel svaté Kateřiny je římskokatolický farní kostel zasvěcený svaté Kateřině v Kněžicích v okrese Louny. Nachází se na nízkém návrší na jižním okraji vesnice. Kostel je obehnaný hřbitovní zdí, do které je zapojena hranolová památkově chráněná věž zvonice s dřevěným patrem. Od 27. října 2018 je památkově chráněný i vlastní kostel.

## Historie a stavební vývoj

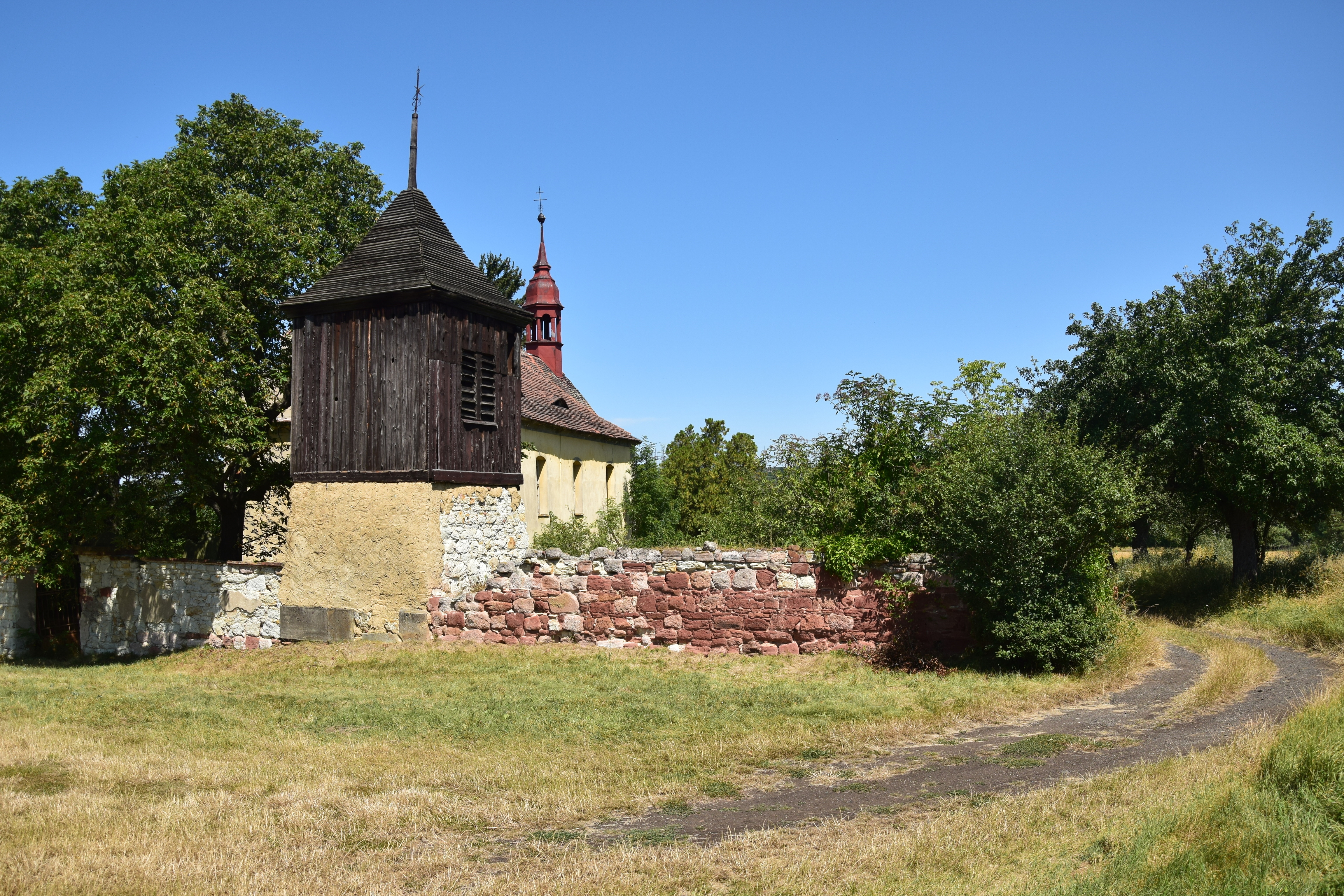
Zvonice

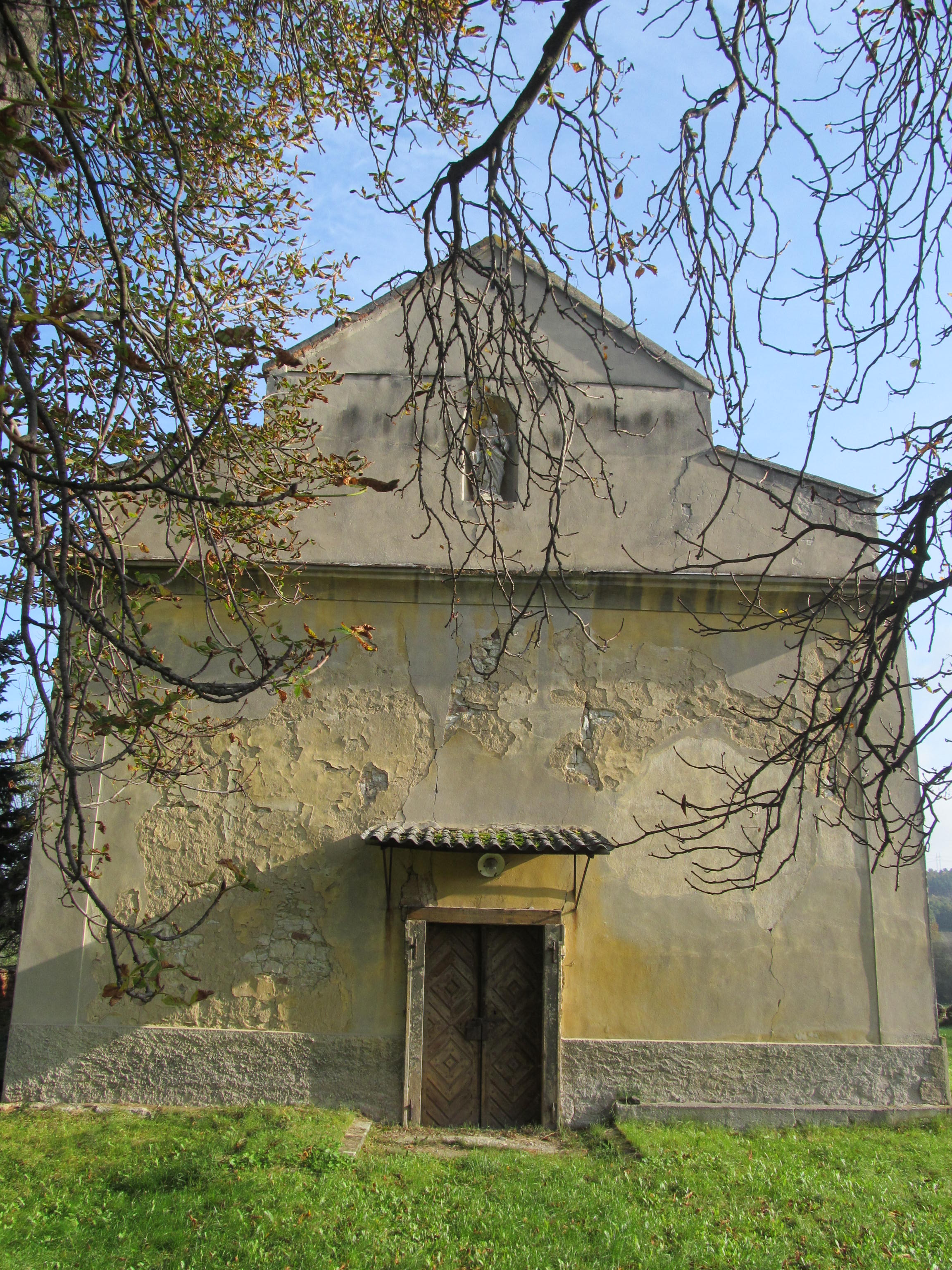
Západní průčelí kostela (2014)

Farní kostel v Kněžicích je zmiňován prvně v roce 1358, kdy byl do funkce faráře instalován Hrzko, pocházející z místní rodiny rytířů z Kněžic. Ve funkci vystřídal kněze Petra, který odešel do Libědic. Tato zmínka se týká dřevěného kostela, který stával na místě dnešního kamenného. V roce 1392 totiž založil žatecký rychtář Oldřich Čachborův, tehdejší majitel Kněžic, nadaci na přestavbu dřevěného kostela na kamenný. První částka činila dvacet kop, v dalších letech se z rychtářova majetku mělo vyplácet po čtyřech kopách. Doložení dřevěného kostela ve 14. století je v kontextu severozápadních Čech ojedinělé. Písemně doložená přestavba dřevěného kostela na kamenný je zde doložena zatím jen v zaniklé vsi Nevechovice u Blšan, která se rozkládala poblíž kapličky svatého Václava na rozcestí nad městem.
Po třicetileté válce ztratil kostel farní statut a postupně se stal filiálním ke kostelům v Libědicích (1624–1664), Žaboklikách (1664–1665), Dolanech (1665–1687), Blšanech (1687–1695) a Morech (1695–1729). Roku 1729 byl farní statut obnoven a zároveň postavena nová farní budova. Prvním farářem byl jmenovaný žatecký rodák Franz Ernst Czech.
V roce 1687 byl poškozený kostel podle plánů architekta Domeniga Rigona z Chyš přestavěn. Byla postavena nová sakristie, loď prodloužena k západu a postavena kruchta, v lodi zřízeny stávající otvory a hlavní vstup do kostela přeložen ze severu na západ. Roku 1773 byla postavena nová, stávající zvonice. Roku 1864 byl rozšířen hřbitov, do kterého byly zakomponovány zvonice a márnice.

## Stavební podoba

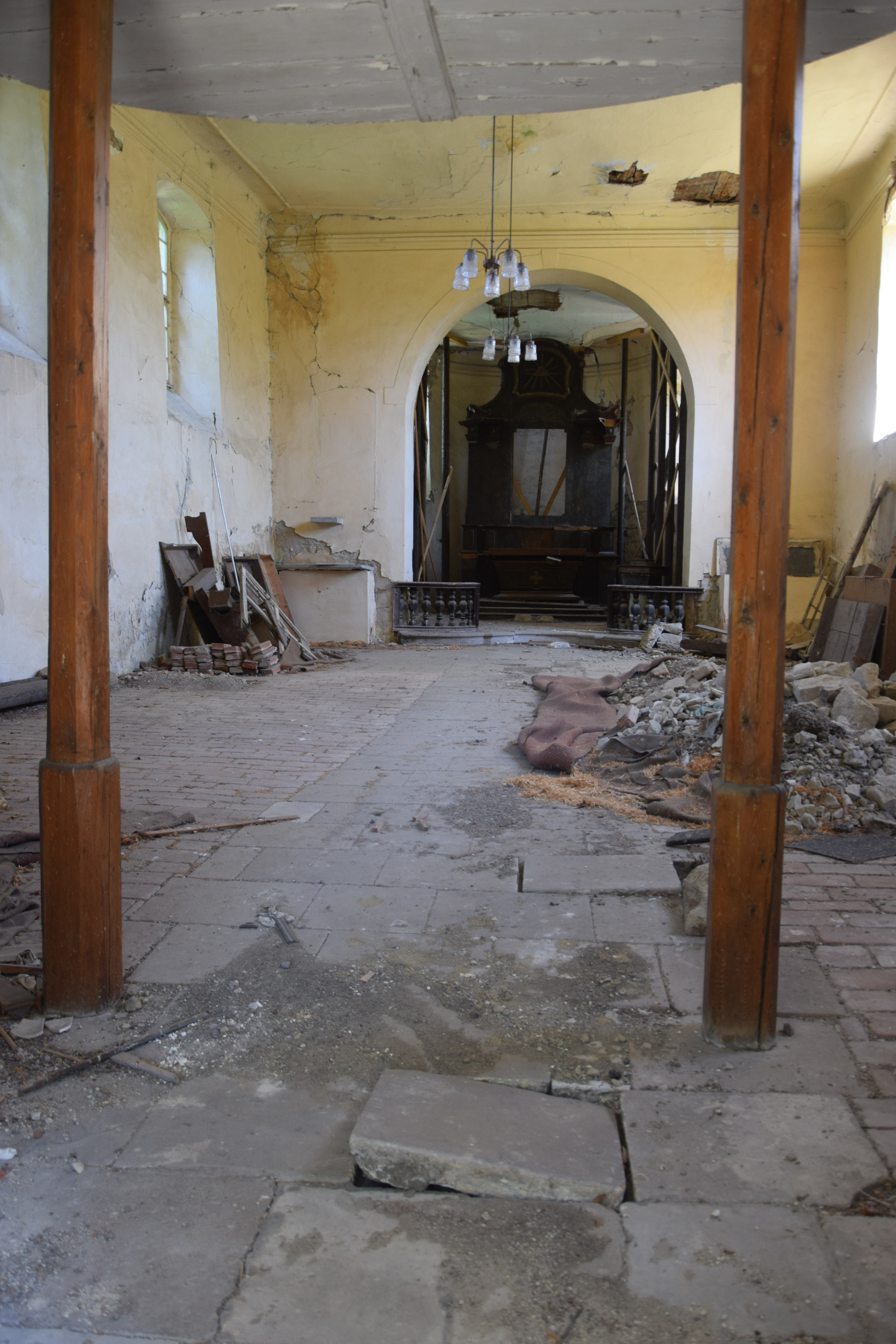
Interiér kostela

Na obdélnou loď navazuje pětiboce zakončený presbytář, ke kterému na severní straně přiléhá sakristie. Fasády nejsou zdobené, pouze západní průčelí je zvýrazněné barokním vykrajovaným štítem s nikou, ve které stojí socha svatého Jana Nepomuckého. Interiér je plochostropý a stěny jsou zdobené lizénovými rámci. Presbytář je od lodi oddělen půlkruhovým triumfálním obloukem. Interiér kostela je zdevastovaný a s výjimkou torza hlavního oltáře bez vybavení. V jižní stěně presbytáře je osazený náhrobník Franze de Couriers, který Kněžice zakoupil roku 1623. Náhrobník je z roku 1633. Před ním stojí kamenná křtitelnice z roku 1585. Varhany z roku 1768 byly roku 2001 demontovány a odvezeny k varhanáři na Zbraslav.
Zbědovaný stav kostela v roce 2023, kdy je vážně staticky narušena jeho nejcennější část, gotický presbytář, do kostela zatéká, strop sakristie je zřícený a jeho interiér je zdevastovaný, je dokladem vandalismu a také nekoncepční práce příslušných státních památkových úřadů. Zatímco zvonice požívala památkovou ochrany od roku 1964, gotický kostel zahrnuli památkáři do evidence až v roce 2018. Stavbu se od roku 2014 pokouší zachránit nový vlastník – spolek Pro kostely.